# Kirsten Schmieder
Kirsten Schmieder es una deportista alemana que compitió para la RFA en bádminton. Ganó una medalla de bronce en el Campeonato Europeo de Bádminton de 1988, en la prueba de dobles.

## Palmarés internacional
| Campeonato Europeo | Campeonato Europeo     | Campeonato Europeo | Campeonato Europeo |
| Año                | Lugar                  | Medalla            | Prueba             |
| ------------------ | ---------------------- | ------------------ | ------------------ |
| 1988               | Kristiansand (Noruega) | Medalla de bronce  | Dobles             |